# Stercutius
 (novembre 2024).
Si vous disposez d'ouvrages ou d'articles de référence ou si vous connaissez des sites web de qualité traitant du thème abordé ici, merci de compléter l'article en donnant les références utiles à sa vérifiabilité et en les liant à la section « Notes et références ».
Dans la Rome antique, Stercutius, Stercorius, Sterculius, Stercutus ou Sterquilinus, était le dieu des lieux d'aisances, du fumier et des excréments.
Ce dieu populaire était surtout vénéré par les vieilles femmes et les enfants. Ses statuettes voisinaient avec celle de Crepitus dans les lieux adaptés à ce culte.[réf. nécessaire]
À l’origine, le père de Picus s’appelait Stercé (ou Sterces) ; celui-ci était un fort bon laboureur et il apprit aux hommes à amender la terre avec du fumier (stercus en latin signifiant fumier). Puis son nom s’est transformé en Stercutius. Ainsi, il était le dieu de l’agriculture et de la fertilisation dans le monde paysan (saint Augustin, La Cité de Dieu). Mais saint Augustin, pour discréditer la religion romaine, ridiculisa ce dieu en le réduisant en dieu des fosses à purin.
Voltaire le cite dans son Dictionnaire philosophique :

« La déesse des tétons, dea Rumilia ; la déesse de l’action du mariage, dea Pertunda ; le dieu de la chaise percée, deus Stercutius ; le dieu Pet, deus Crepitus, ne sont pas assurément bien vénérables. Ces puérilités, l’amusement des vieilles et des enfants de Rome, servent seulement à prouver que le mot deus avait des acceptions bien différentes. Il est sûr que deus Crepitus, le dieu Pet, ne donnait pas la même idée que deus divum et hominum sator, la source des dieux et des hommes. »